# دیکسویل ناچ (نیوهمپشر)
دیکسویل ناچ (به انگلیسی: Dixville Notch)، یک محدوده ثبت‌نشده واقع در شهرستان کوآس ایالت نیوهمپشر با جمعیتی در حدود ۷۵ نفر است. روستای دیکسویل ماریوت به طور سنتی نخستین حوزه رأی‌گیری در ایالات متحده آمریکا است.
بر اساس سنتی تاریخی در این روستا، از سال ۱۹۶۴ تاکنون، ساکنان دارای حق رای این روستا، در آغاز نیمه شب روز انتخابات سراسری، رأی خود را به صندوق‌های رای می‌اندازند.

## نتایج آرای انتخابات ریاست‌جمهوری

### ۲۰۰۸
در انتخابات ریاست‌جمهوری ۲۰۰۸ ایالات متحده آمریکا، ۲۱ نفر از اهالی دیکسویل ناچ در رأی‌گیری شرکت کردند که از میان آنها ۱۵ نفر به سناتور دموکرات باراک اوباما و ۶ نفر نیز به سناتور جمهوری‌خواه جان مک‌کین رأی دادند.

### ۲۰۱۲
در انتخابات ریاست‌جمهوری ۲۰۱۲ ایالات متحده آمریکا، ۱۰ نفر از اهالی دیکسویل ناچ در رأی‌گیری شرکت کردند که از میان آنها ۵ نفر به نامزد دموکرات باراک اوباما و ۵ نفر نیز به سناتور جمهوری‌خواه میت رامنی رأی دادند.

### ۲۰۱۶
در انتخابات ریاست‌جمهوری ۲۰۱۶ ایالات متحده آمریکا، ۸ نفر از اهالی دیکسویل ناچ در رأی‌گیری شرکت کردند که از میان آنها ۴ نفر به نامزد دموکرات هیلاری کلینتون، ۲ نفر به نامزد جمهوری‌خواه دونالد ترامپ،
۱ نفر به نامزد حزب لیبرترین، گری جانسن و ۱ نفر نیز به میت رامنی رأی دادند.

### ۲۰۲۰
در انتخابات ریاست‌جمهوری ۲۰۲۰ ایالات متحده آمریکا، ۵ نفر از اهالی دیکسویل ناچ در رأی‌گیری شرکت کردند که همه آن ها به سناتور دموکرات جو بایدن رأی دادند.